# Ngawang Dragpa Gyaltsen
Ngawang Dragpa (Gyaltsen) (? - 1579) was de twaalfde vorst uit de Phagmodru-dynastie van 1564 tot vermoedelijk 1579, wat de heersende dynastie in Tibet was van 1354 tot 1435, en een zekere politieke status behield tot aan het begin van de 17e eeuw.
Vanwege interne familietwisten glipte de meeste macht die zijn voorganger had verworven uit zijn handen.

## Revolte tegen zijn grootvader
Ngawang Dragpa Gyaltsen was de zoon van Drowey Gönpo, een onderkoning die zeggenschap had over Gongri Karpo ten zuidwesten van Lhasa. Zijn grootvader was Ngawang Tashi Dragpa en bleek uiteindelijk de laatste koning te zijn uit de Phagmodrupa-lijn die daadwerkelijk macht uitoefende. Het centrale hof van de dynastie bevond zich in Nedong, ten zuidoosten van Lhasa.
In 1553 of 1554 nam Ngawang Dragpa Gyaltsen kortstondig de troon over van zijn grootvader, die korte tijd gedwongen werd af te treden. Een decennium later stond hij nogmaals op tegen de inmiddels 75-jarige heerser en probeerde de troon opnieuw te bemachtigen. Hij werd daar bij geholpen door de hoofdabt van Ganden. Ook onderhield hij goede contacten met Sönam Gyatso die later, rond 1578, door de Mongoolse Altan Khan van de Tümedstam werd uitgeroepen tot de derde dalai lama.
Er was een aantal boeddhistische hoogwaardigheidsbekleders dat probeerde tussenbeide te komen, wat hen echter niet lukte. Het jaar erop, in 1564, overleed zijn grootvader. Opnieuw kwam het tot onregelmatigheden tussen de kampen uit Nedong en Gongri Karpo. Sönam Gyatso werd gevraagd te bemiddelen in het conflict en hij koos voor Ngawang Dragpa Gyaltsen als de nieuwe koning (gongma). Niettemin was de autoriteit van de Phagmodrupa nu vrijwel geheel tenietgedaan.